# 陈瑞峰
陈瑞峰（1966年5月—），山东胶南人，中国共产党党员，中华人民共和国政治人物。
曾任中共青海省委常委、西宁市委书记，现任中共中央统战部副部长、国家宗教事务局局长。中共第二十届中央候补委员。

## 生平
1983年9月，陈瑞峰考入青岛师范专科学校政治系政史专业学习。1985年9月，转入曲阜师范大学政治系政治专业学习。1987年9月，他考入北京大学政治学与行政管理系中共党史专业攻读硕士研究生。1989年4月加入中国共产党。1990年1月，毕业后分配到北京计算机二厂党委宣传部。
1990年11月，调入中共中央宣传部宣传局党员教育处。1992年3月，任宣传局党员教育处副主任科员。1994年6月，任宣教局党员教育处主任科员，1996年8月任副处长，2000年8月任处长。2004年7月，调任中央文明办调研组副组长。2009年10月，升任中国志愿服务基金会秘书处秘书长，明确为正局长级。2014年7月，任中共中央宣传部宣教局局长。
2016年8月，陈瑞峰外放湖北，任中共武汉市委副书记。2017年1月，兼任市委政法委书记，同年5月改兼任武汉市人民政府常务副市长，同年7月当选为中共湖北省委委员。期间，还兼任第七届世界军人运动会执行委员会副主任、秘书长。2018年11月，出任中共随州市委书记。2019年1月至12月，兼任随州市人大常委会主任。
2020年7月，任中共青海省委常委、宣传部部长。2021年1月，转兼任中共西宁市委书记。2022年10月，当选为中共第二十届中央候补委员。
2023年3月，陈瑞峰再度回京，接替落马的崔茂虎任中共中央统战部副部长、国家宗教事务局局长。